# Diccionario Larousse

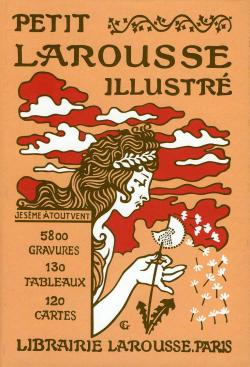
El pequeño Larousse en su forma original, edición de 1905.

La expresión diccionario Larousse se refiere a las obras y los contenidos lexicográficos o terminológicos creados en lengua francesa por la editorial cofundada en 1852 por Pierre Larousse, y a las obras y contenidos derivados del mismo tipo traducidos y adaptados a otras lenguas, o creados de origen en otras lenguas y que se presentan bajo la marca Larousse.

## Diccionarios Larousse en francés
Los diccionarios en francés de la editorial Larousse se remontan a la publicación en 1856 del Nouveau dictionnaire de la langue française, obra del propio Pierre Larousse, un diccionario pionero por su perspectiva pedagógica, que abrió el camino a la elaboración de diccionarios escolares.
Le siguieron el Dictionnaire complet illustré (1889), el Petit Larousse (1905) o el Larousse élémentaire illustré (1914), que configuraron un genuino estilo de hacer diccionarios, muy prácticos y didácticos (con numerosos ejemplos de aplicación e ilustraciones), de gran acogida por el público general.
El Dictionnaire français contemporain (1967), obra en un solo volumen de formato reducido y orientada al ámbito escolar, «tuvo el efecto de una revolución lexicográfica». Dirigido por el lingüista y lexicógrafo Jean Dubois (1920-2015), aplicó principios de la lingüística moderna, como la disgregación de los artículos homónimos (varios artículos para la palabra «clase» en lugar de uno solo con sus numerosos sentidos).
Por entonces, el predominio de Larousse en el ámbito de los diccionarios en francés había dejado de ser apabullante, con la aparición de competidores como Le Robert. Pero la obligatoriedad del uso del diccionario en las aulas, implantada por el Estado francés en 1972, dio pie a la creación de nuevos diccionarios adaptados a cada etapa de la escolaridad.
Por su parte, el Grand Larousse de la langue française, publicado en 1978 tras siete años de trabajo, supuso una relevante incursión de la editorial en el segmento de las obras de referencia de gramática y lingüística. Compuesto por siete volúmenes, 6500 páginas y 60 000 entradas, rompía con el tradicional apoyo en la ilustración de los diccionarios Larousse y contaba con artículos exclusivamente consagrados a la lingüística. Para cada palabra se ofrecía pronunciación, categoría gramatical, etimología, ejemplos, modos de uso, sinónimos, antónimos y marcas gramaticales.
Junto a los diccionarios de lengua francesa, Larousse ha editado numerosos diccionarios bilingües, iniciados con el primer Français-Espagnol/Espagnol-Français, publicado en 1927 y que unas décadas después revisó y renovó el prestigioso lexicógrafo y traductor Ramón García-Pelayo, para configurar uno de los más relevantes diccionarios francés-español; y también diccionarios temáticos (sobre pintura, escultura, danza, música, cine, medicina, economía, etc.). Hoy, además, Éditions Larousse ofrece una amplia gama de contenidos lexicográficos online.
La identificación y larga pervivencia de la editorial en el ámbito de los diccionarios generales y escolares se ha basado en su capacidad para integrar este tipo de obras en una dimensión no institucional, lúdica y seductora para el gran público.

## Diccionarios Larousse en español
El primer diccionario Larousse en lengua española fue el Pequeño Larousse ilustrado: Nuevo diccionario enciclopédico (1912), adaptación del Petit Larousse realizada por Miguel de Toro y Gisbert, destacado polígrafo y lexicógrafo español que trabajó en París para la editorial Larousse casi toda su vida, y que en 1914 fue nombrado por la Real Academia Española miembro correspondiente en el extranjero.
El Pequeño Larousse implantó un nuevo concepto de diccionario general, orientado hacia el gran público. Entre sus características genuinas (que han perdurado durante mucho tiempo, en sucesivas ediciones) sobresalen su separación en dos partes diferenciadas (una lingüística y otra enciclopédica) y la inclusión de ilustraciones (unos 6.000 grabados) para apoyar las definiciones.
Su parte léxica (unas 60.000 entradas) no era tan extensa como en otros repertorios, y sus artículos, más breves; pero su nomenclatura otorgaba mayor relevancia a los neologismos, a los usos hispanoamericanos, al léxico familiar, popular y coloquial, y a campos de especialidad, como la ciencia y la técnica, no recogidos en otros diccionarios.
Las diferencias entre los repertorios léxicos y la configuración de los artículos de cada edición del Pequeño Larousse con respecto a la anterior no son muchas, en comparación con otros diccionarios cuyas ediciones se espacian más, pero, con más de cien años transcurridos desde su primera edición, si se comparan entre sí dos ediciones distantes del Pequeño Larousse, las diferencias resultan muy significativas.
La creación de diccionarios Larousse en lengua española se impulsó con la constitución de una editorial propia en Barcelona, en la década de 1990. La obra resultante de mayor calado fue el Gran diccionario de la lengua española (1996), primer diccionario en español en salir publicado con versión en CD-ROM. Con 70.000 entradas y 144.000 acepciones, destaca por la importancia otorgada al léxico hispanoamericano, a términos científico-técnicos, así como por sus abundantes ejemplos y por una característica presentación de las marcas de uso y de los sinónimos y antónimos en una columna distinta al resto de informaciones de los artículos.
Desde entonces, Larousse Editorial ha creado una gama diversificada de diccionarios, que comprende diccionarios escolares, de dudas, sinónimos, bilingües (francés, inglés, alemán, italiano, etcétera), así como manuales prácticos o recreativos para el aprendizaje y buen uso de la lengua española y de otras lenguas. También publica diccionarios visuales multilingües. Por otro lado, dispone de una amplia oferta de repertorios léxicos para su consulta online, en las páginas web diccionarios.com y diccionaris.cat.